# Alpenzijde-erebia
De Alpenzijde-erebia (Erebia mnestra) is een vlinder uit de onderfamilie Satyrinae van de familie Nymphalidae, de vossen, parelmoervlinders en weerschijnvlinders.
De Alpenzijde-erebia komt voor van de Franse Alpen via het zuiden van Zwitserland tot de Salzburger Alpen. De vlinder vliegt op hoogtes van 1400 tot 2600 meter boven zeeniveau. De soort leeft meestal op grasland, met name droog en op steile hellingen.
De soort vliegt in een jaarlijkse generatie van juli en augustus. De vlinder heeft een spanwijdte van 34 tot 38 millimeter. De rupsen overwinteren twee keer. De waardplanten van de Alpenzijde-erebia zijn Sesleria varia en soorten Festuca (zwenkgras).